# Terem

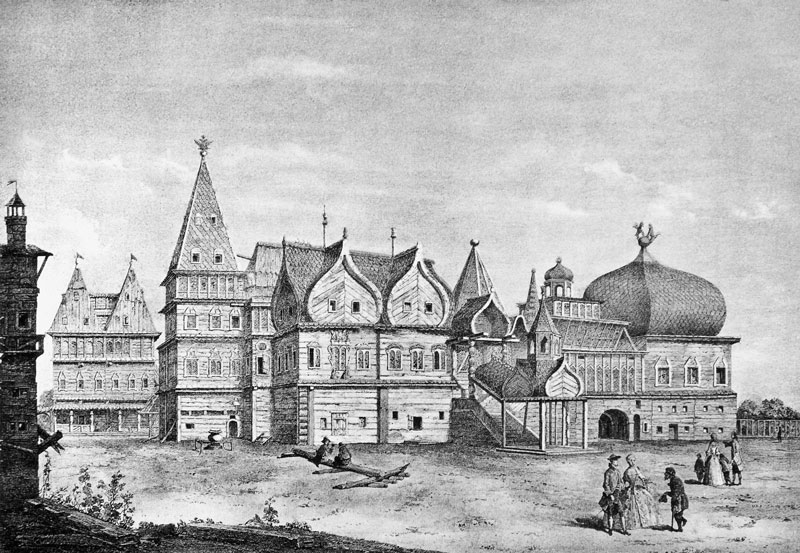
Palacio de Kolomenskoe, hacia fines del 1600, con 270 habitaciones y varios terem para la zarina y sus damas.

Se denomina terem (Ruso: Терем) a los alojamientos separados ocupados por las mujeres de élite en la Rusia Moscovita. También, designaba a la planta superior de una casa o castillo, a menudo con techo inclinado. De una manera más amplia, el término será utilizado por historiadores para hacer referencia a la práctica de la élite social de recluir a las mujeres, práctica que alcanzó su apogeo en el siglo XVII en Moscú. Las mujeres de la realeza o nobleza no solo eran confinadas en estancias separadas, sino que se les prohibía socializar con hombres fuera de su familia inmediata, y estaban escondidas a los ojos del público utilizando carruajes cerrados o ropajes pesados para encubrirlas.
La palabra no debe confundirse con el Palacio Terem en Moscú, una parte extendida del Gran Palacio del Kremlin, que no estaba ocupada exclusivamente por mujeres.

## Etimología
Aunque los orígenes del terem como práctica moscovita todavía son un tema de debate entre los historiadores, los estudiosos generalmente están de acuerdo en que la palabra en sí se deriva de la palabra griega bizantina teremnon (en griego: τέρεμνον), que significa cámara o morada. Su uso en un contexto ruso se remonta a la época de Kiev. La palabra terem no está relacionada lingüísticamente de ninguna manera con la palabra árabe harén, como asumieron erróneamente los viajeros extranjeros a Rusia durante el período moscovita, así como los historiadores rusos del siglo XIX que pensaban que se derivaba directamente de la práctica islámica de recluir a las mujeres miembros de un hogar. Se han establecido paralelos entre el terem y la práctica del aislamiento físico femenino del norte del subcontinente indio, el purdah, pero esto también es problemático debido a la falta de evidencia que sugiera que el terem moscovita se derivó de prácticas culturales extranjeras (véase abajo, Orígenes e Historiografía). Las fuentes originales moscovitas a menudo usan la palabra "pokoi", pero los historiadores del siglo XIX popularizaron la palabra "terem", que se convirtió en sinónimo de la práctica general de reclusión femenina entre la élite.

## Práctica

### Como cuartos de las mujeres

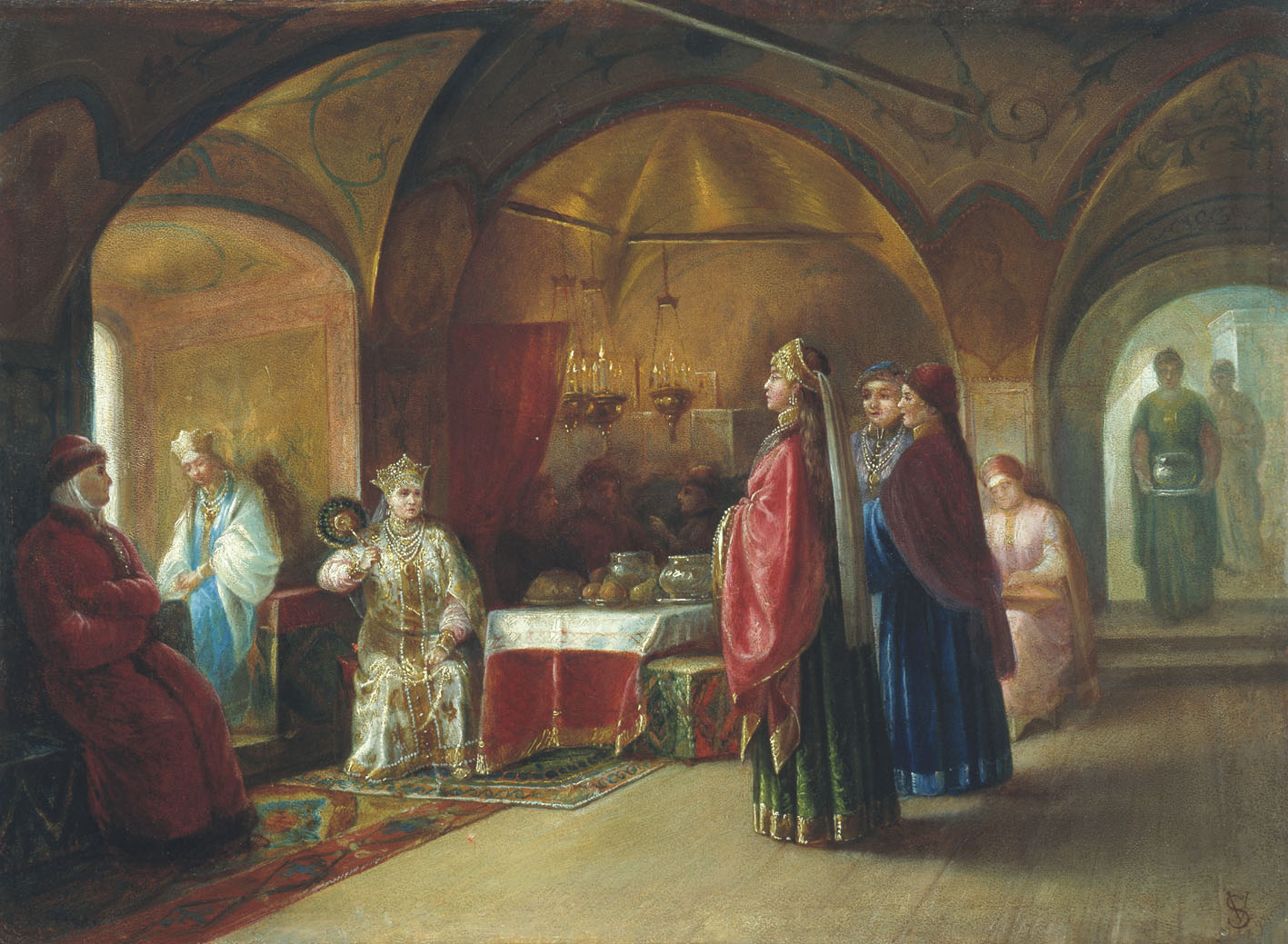
Terem de las zarevnas (1878), por Michail Petrovitj Clodt.

Entre los siglos XVI y XVII, el aislamiento de las mujeres aristocráticas en cuartos separados se convirtió en una práctica común entre las familias reales y boyardas. El terem era a menudo un apartamento enclaustrado dentro de una casa o castillo, generalmente en un piso superior o en un ala separada, desde donde estaba prohibido todo contacto con varones no emparentados. Como edificio separado, los cuartos de las mujeres solo podían estar conectados con los de los hombres por un pasillo al aire libre. Los cuartos de las mujeres del palacio del Zar eran particularmente elaborados y también contaban con un patio, comedor y apartamentos para los niños separados, así como un servicio completo de sirvientas, nodrizas, niñeras y damas de honor. Incluso a finales del siglo XVII, cuando se empezaron a distinguir diferentes habitaciones para fines específicos, se mantuvieron habitaciones separadas para hombres y mujeres en las casas nobles.
Las hijas a menudo nacían y se criaban únicamente dentro de los confines del terem, donde permanecían aisladas de acuerdo con las enseñanzas ortodoxas sobre la virginidad prematrimonial. Sus madres y otras parientes femeninas las enseñaban para convertirse en esposas, y pasaban la mayor parte de sus días en oración o bordando. De hecho, a excepción de breves excursiones, las mujeres no abandonaban su alojamiento hasta el matrimonio, aunque se les permitía recibir visitas y salir de sus habitaciones para ocuparse de los asuntos domésticos. Los niños varones, por otro lado, solían ser apartados del cuidado de su madre alrededor de los siete años para recibir instrucción formal a cargo de tutores privados o de sus familiares varones.

### Como institución política y social

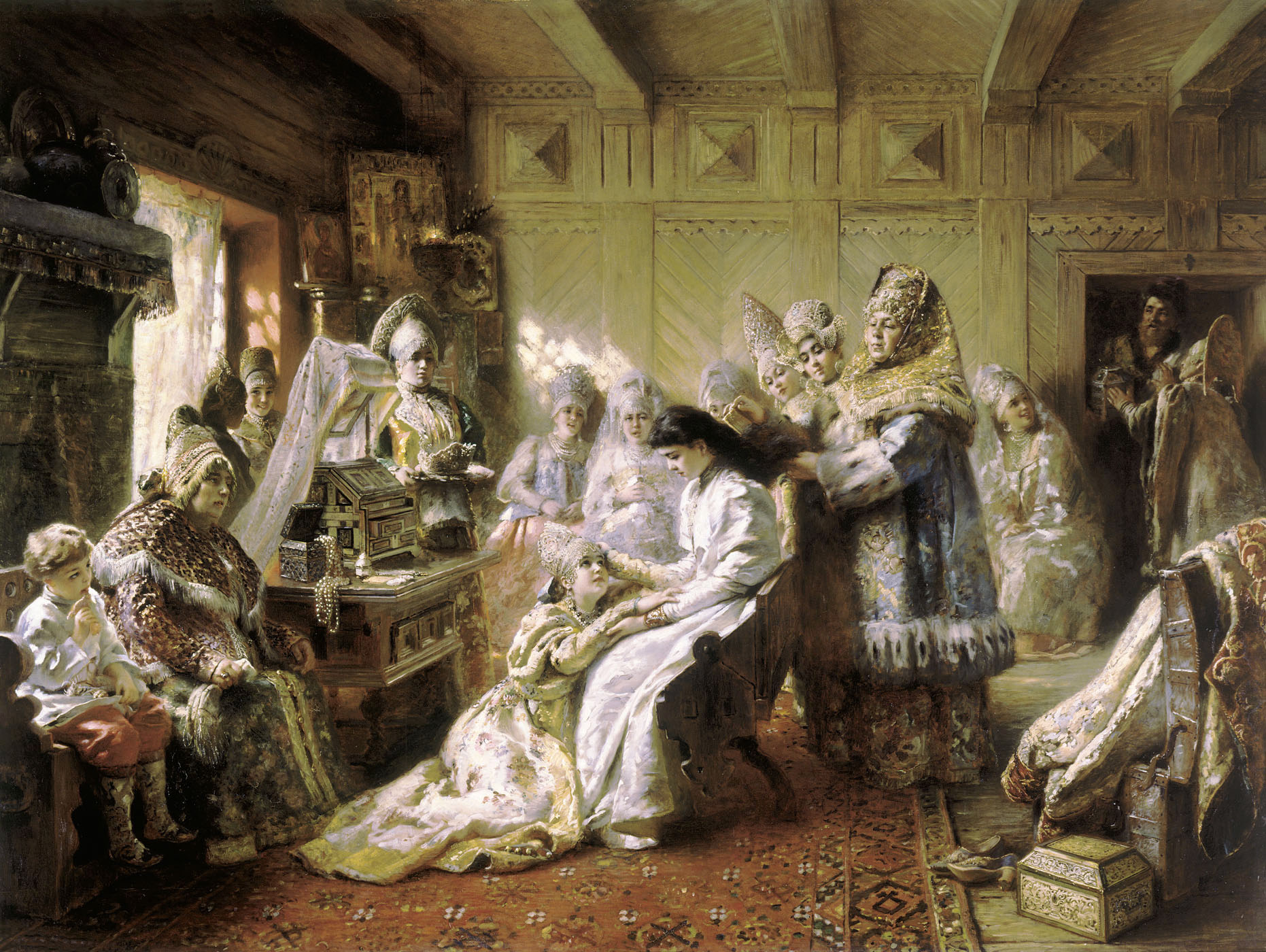
Vistiendo a una novia de la realeza rusa, obra de Konstantin Makovsky hacia 1890.

La práctica del terem segregaba estrictamente a las mujeres moscovitas aristocráticas tanto de los miembros del sexo opuesto, como de la opinión pública en general. Bajo la institución del terem, los hombres y mujeres aristocráticos fueron asignados a esferas completamente separadas. Las mujeres de la élite estaban completamente subordinadas a sus maridos y no podían ocupar cargos públicos o de poder. Incluso las zarinas no eran coronadas junto a sus maridos, siendo la primera mujer cogobernante Catalina I en 1724. Sin embargo, de alguna manera, las mujeres moscovitas tenían una ventaja sobre sus contrapartes europeas en el sentido de que podían poseer propiedades y administrar sus propias dotes. Sin embargo, lo más importante es que a las madres se les otorgó una gran autoridad para concertar matrimonios, que a menudo tenían implicaciones políticas y económicas invaluables. Tradicionalmente, tenían una inmensa influencia sobre las selecciones de matrimonio de sus hijos, tanto hombres como mujeres, e incluso entrevistaban a posibles candidatos. Por ejemplo, la ascensión al poder de los Romanov en 1613 dependió de una alianza matrimonial formada entre Anastasia Románovna e Iván IV en 1547, una alianza supervisada por las madres de ambas partes. La mayoría de las peticiones recibidas por la zarina eran, de hecho, solicitudes de permiso para casarse. De esta forma, las mujeres pudieron expresar cierto grado de influencia política, hecho que ha llevado a algunos historiadores recientes como Isolde Thyret a cuestionar el grado en que las mujeres fueron reprimidas políticamente por la institución del terem. Aparte estos temas, el hecho de que la institución impuso restricciones extremas a la movilidad femenina sigue siendo incuestionable.
La función principal del terem era política, ya que estaba destinada a proteger el valor de la mujer en el mercado matrimonial. Como en las sociedades islámicas y del Oriente Próximo, el velo y la reclusión de las mujeres permitieron un mayor control sobre las opciones de matrimonio de la mujer, que a menudo tenían inmensas implicaciones políticas y económicas. La reclusión de las mujeres y la práctica del matrimonio concertado eran bastante comunes en la historia europea medieval y temprana, aunque las mujeres moscovitas estaban restringidas en mayor medida. Aunque la creencia ortodoxa enfatizaba la importancia de la virginidad, en mayor medida se valoraba la virginidad como una medida del valor de una mujer al establecer alianzas políticas y económicas a través del matrimonio. Las madres tenían un papel tradicional en la negociación de estos matrimonios concertados, una de las pocas formas en que el poder político femenino podía manifestarse bajo la institución del terem. Las creencias ortodoxas con respecto a la menstruación también pueden haberse utilizado para justificar el aislamiento de las mujeres. Las regulaciones eclesiásticas prohibían a las mujeres menstruando ingresar a los edificios de la iglesia y participar en otras actividades, lo que justificaba aún más la segregación de las mujeres que eran "ritualmente inmundas".
El grado en que la movilidad femenina estaba restringida por el terem como institución que gobierna el comportamiento femenino es evidente en varias fuentes diferentes. En los escritos de viaje del diplomático alemán Sigismund von Herberstein del siglo XVI, que proporciona el primer registro de reclusión femenina en Moscovia, se observa que:
“Ninguna mujer que camina por la calle es considerada casta o respetable. Así, la gente rica o importante mantiene a sus mujeres tan calladas que nadie puede verlas ni hablar con ellas; no les confían nada más que coser e hilar. Las mujeres manejan sus asuntos domésticos por sí mismas con sirvientes masculinos ... A las mujeres rara vez se les permite ir a la iglesia, y mucho menos a visitar a amigos, a menos que hayan envejecido tanto que estén más allá de toda atención y sospecha”.
Un siglo después, el erudito alemán Adam Olearius también observó hasta qué punto se regulaba el movimiento femenino:
“Después de la boda, las mujeres están recluidas en sus habitaciones y rara vez aparecen en compañía. Son visitadas por sus amigas con más frecuencia de lo que se les permite visitarlas ... porque desconfían de ellas, rara vez se les permite salir de la casa, incluso para ir a la iglesia”.
Esto se extendió al aislamiento de los asuntos sociales y políticos dentro de la corte real. Como señaló la historiadora Brenda Meehan-Waters, “el decoro exigía que 'si un ruso ofrece un entretenimiento a personas no relacionadas con él, la dueña de la casa no aparece en absoluto o solo justo antes de la cena, para dar la bienvenida a los invitados con un beso y una copa de licor, después de lo cual hace su poclan o reverencia y vuelve a apartarse del camino'”. La institución del terem se reflejó incluso en la práctica diplomática, particularmente en la formación de alianzas matrimoniales. Se mantuvo una estricta separación incluso entre los prometidos. Por ejemplo, durante el matrimonio de la hija de Iván III, Helena Ivanovna, con Alejandro, el Gran Duque de Lituania, se insistió en que Helena usara su propio carruaje e incluso se parara en una alfombra separada cuando se reuniera con su futuro esposo. El terem como ideal social también se exhibió en la vestimenta femenina de los siglos XVI y XVII. Las mujeres tradicionalmente vestían ropa cerrada con cuello alto y mangas largas. A menudo eran de varias capas y holgadas. Se esperaba que las mujeres casadas de todos los estados se cubrieran la cabeza con un tocado como un kokoshnik, y el uso de velo, que cubría cabeza y hombros dejando al descubierto solo el rostro, era común. El terem también tenía cierto valor social. La reclusión se consideraba una marca de honor entre las mujeres aristocráticas y un privilegio fuera del alcance de las clases bajas. Dentro de los muros del terem, las mujeres estaban a salvo de ataques e insultos, así como del contacto con personas que pudieran "mancillar su carácter".
Es importante señalar que esta era una práctica social restringida, lo que significa que la segregación estricta de las mujeres solo se practicaba entre las hijas y esposas de boyardos ricos y de la familia real. Las mujeres de la nobleza provincial, comerciantes y campesinos no tenían “los medios económicos ni el incentivo político” para practicar la reclusión femenina y, a menudo, tenían que asumir las mismas responsabilidades económicas que los hombres. En este sentido, se otorgó mayor libertad de movimiento a las mujeres campesinas y de la ciudad. Como observó Adam Olearius, hablando de la estricta segregación de las mujeres aristocráticas, “Estas costumbres, sin embargo, no se observan estrictamente entre la gente común. En casa las mujeres van mal vestidas excepto cuando se presentan, por orden de sus maridos, para rendir honor a un extraño invitado dándole un sorbo de vodka, o cuando van por las calles, a la iglesia, por ejemplo; luego se supone que deben estar vestidos de manera espléndida, con el rostro y la garganta muy maquillados”.
Sin embargo, dado que la reclusión se percibía como una marca de honor, todas las mujeres "imitaban los objetivos de la reclusión con una vestimenta modesta y un comportamiento público, y apoyando un sistema de honor altamente articulado" profundamente influenciado por la enseñanza ortodoxa.

### En el folclore
El motivo del terem se menciona con frecuencia en el folclore. Una historia inmortaliza a la hija solitaria del zar que “se sienta detrás de tres cerraduras por nueve; ella se sienta detrás de tres teclas nueve; donde nunca sopló el viento, nunca brilló el sol y los héroes jóvenes nunca la vieron”. También en las canciones populares se hacen muchas alusiones al misterioso y simbólico aislamiento de la mujer. Una canción de boda hace referencia al surgimiento simbólico de la doncella virtuosa del aislamiento del terem, enfatizando la naturaleza intocable de la esfera femenina: “Así que desde el terem, el terem, De la bella, el elevado terem, La bella, la noble, la brillante, De debajo del cuidado de su madre, Ha salido la hermosa doncella, Ha salido, se ha apresurado, La dulce doncella hermosa, Avdotyushka”.

## Orígenes e historiografía

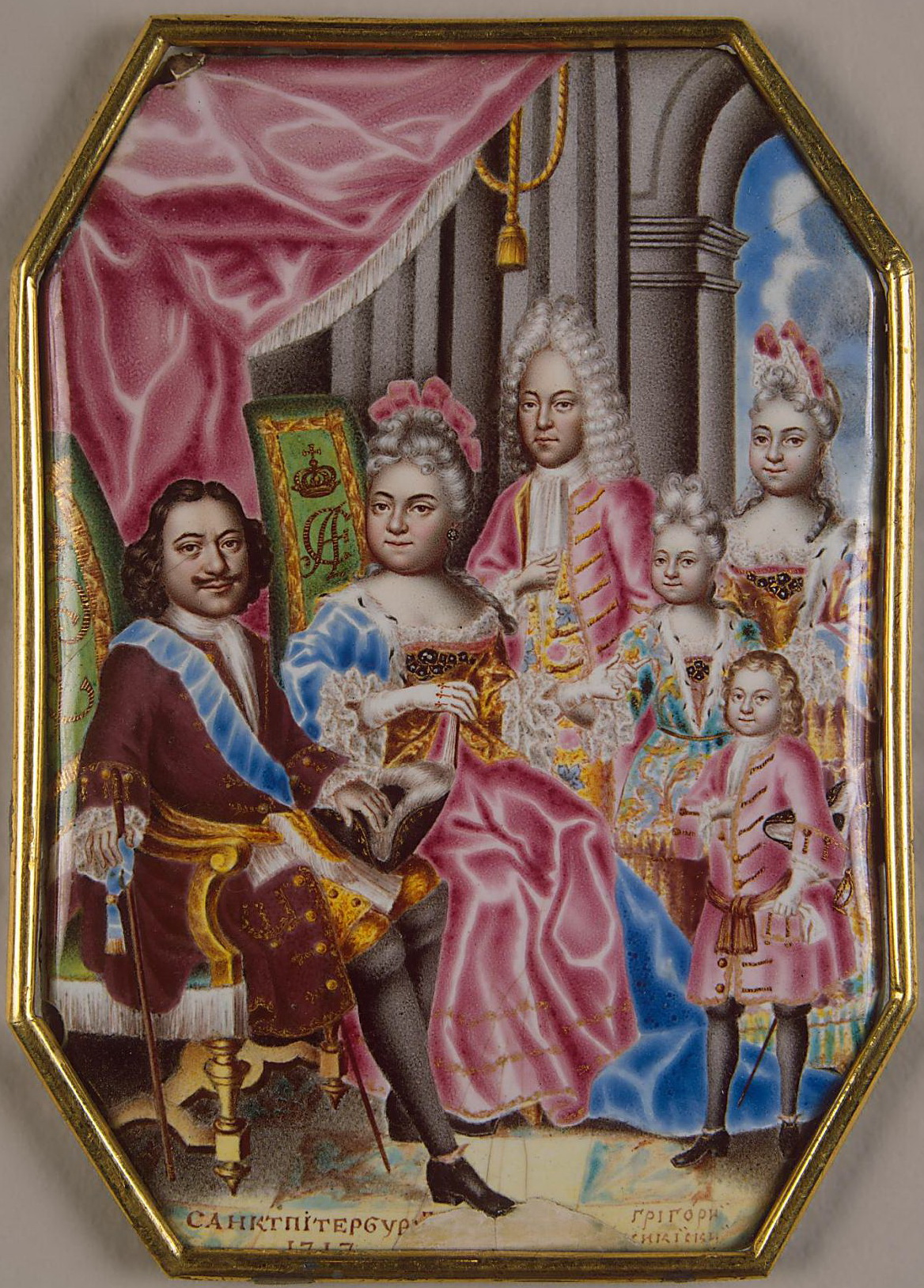
La familia del zar ruso Pedro I: Pedro, su segunda esposa, Ekaterina Alekseevna, dos hijas y su hijo pequeño, Pedro, de Ekaterina, y el hijo mayor, Aleksej, de su primera esposa. Esmalte sobre cobre: 12 x 8,5 cm. Museo Estatal del Hermitage, San Petersburgo.

Los orígenes del terem son todavía un tema de debate histórico entre los estudiosos. Desafortunadamente, debido a la escasez de fuentes del período moscovita temprano, es particularmente difícil para los historiadores determinar los orígenes culturales de la práctica de segregar a las mujeres de la élite, o cuándo se convirtió en parte de la corriente social.

### Orígenes cronológicos
Los historiadores del siglo XIX y principios del XX teorizaron que el terem fue adoptado de las prácticas misóginas del Imperio mongol durante la ocupación por la Horda de Oro, en el siglo XIII.
La fuente más antigua que hace referencia al terem es del siglo XVI, pero no se sabe cuánto tiempo había estado la práctica antes de la redacción del relato de Rusia de Sigismund von Herberstein en 1557. Con el relato de Herberstein, los historiadores "postulan un cambio radical en el estatus de la mujer durante la época de Iván III", aunque es poco probable que un cambio social tan dramático se haya emprendido tan repentinamente.
Esta evidencia ha llevado a varios historiadores modernos, incluida Nancy S. Kollman, a señalar los orígenes del aislamiento femenino en Moscovia a fines del siglo XV. Esto es corroborado por el hecho de que las grandes princesas del siglo XV, Sofía de Lituania y Sofía Paleóloga recibieron ambas enviadas extranjeras en 1476 y 1490, respectivamente. Una sociedad de élite gobernada por una estricta segregación de sexos, como la del período posterior en Moscovia, no habría permitido a las mujeres tal participación en los asuntos políticos. Según Natalia Pushkareva, las mujeres de la era pre-moscovita "se habían involucrado activamente en asuntos gubernamentales, habían recibido embajadores, habían dirigido misiones diplomáticas, difundido conocimientos y trabajado como médicas". De hecho, las mujeres de la realeza en el siglo siguiente claramente carecían del nivel de participación política de que habían disfrutado sus homólogas del siglo XV. Como señala Kollmann, se habla de las mujeres de la misma manera a lo largo del período comprendido entre los siglos XIV y XVII, lo que sugiere que el terem fue una adopción gradual a lo largo del tiempo, pero que la posición de las mujeres de la élite fue limitada durante todo el período moscovita. Otros historiadores modernos favorecen el punto de vista de que el terem fue una innovación relativamente reciente, algunos incluso llegaron a llamarlo "de corta duración" y apenas antes de la Época de la Inestabilidad.

### Orígenes culturales
La otra cuestión historiográfica que domina la discusión sobre el terem es si la práctica en sí fue adoptada externamente desde otra cultura o fue exclusiva de la sociedad moscovita. Los historiadores pensaban anteriormente que el terem era una práctica de reclusión femenina tomada de los ocupantes mongoles alrededor del siglo XIII. Sin embargo, esta visión ahora está desactualizada y generalmente desacreditada por asumir estereotipos "orientalizantes" de la cultura rusa comunes en la literatura popular de la época. El historiador ruso Vissarion Belinskii, al escribir sobre las reformas de Pedro el Grande, asoció el terem y otras instituciones "atrasadas" como "enterrar el dinero en el suelo y usar harapos por temor a revelar la propia riqueza" a la influencia tártara. Esta tendencia a asociar las prácticas culturales represivas con la influencia de los mongoles, afirma Charles J. Halperin, constituye un intento de explicar "las fallas de Rusia" al culpar a los ocupantes mongoles. Otras afirmaciones que vinculaban al terem con el harén islámico o el purdah del  norte de la India son defectuosas, si no totalmente infundadas.
La sugerencia de que los moscovitas tomaron prestada la reclusión femenina de los mongoles es imposible, como señaló Halperin, porque los mongoles nunca practicaron la reclusión femenina, una opinión sostenida también por Kollmann y Ostrowski.  De hecho, las mujeres de la dinastía Chingísida y las esposas y viudas del Khan disfrutaban de un poder político y una libertad social relativamente más altas. Una teoría alternativa propone que la práctica fue tomada del Imperio Bizantino. Aunque las mujeres bizantinas no fueron apartadas después del siglo XI, siguió siendo un ideal muy elogiado que podría haber sido adoptado fácilmente por los clérigos moscovitas visitantes, ya profundamente influenciados por las enseñanzas ortodoxas estrictas sobre el género y los roles femeninos.
Aunque los orígenes exactos de la práctica siguen siendo un misterio, la mayoría de los historiadores ahora admiten que el terem fue en realidad una innovación autóctona, muy probablemente desarrollada en respuesta a cambios políticos que ocurrieron durante el siglo XVI.

### Problemas con fuentes extranjeras
Debido a que muchas de las fuentes que describen el terem fueron escritas por viajeros extranjeros, muchos académicos se muestran escépticos sobre su validez y el grado en que simplemente perpetuaron los estereotipos europeos del "atraso" ruso. Por ejemplo, el historiador Nada Boskovska sostiene que el ruso Grigoii Kotoshikhin, que escribió un relato de Rusia en el siglo XVII durante el reinado de Aleksei Mikhailovich para el rey de Suecia, puede haber estado simplemente cumpliendo los estereotipos europeos del "orientalismo" ruso cuando describió mujeres recluidas en "cámaras secretas" (tainye pokoi). Se han impuesto cargos similares contra los relatos de viajes del siglo XVI de Olearius y Von Herberstein. Sin embargo, como la mayoría de las únicas fuentes supervivientes que describen la práctica del terem fueron escritas por viajeros extranjeros, es difícil descartar por completo la evidencia que presentan.

## Historia y evolución

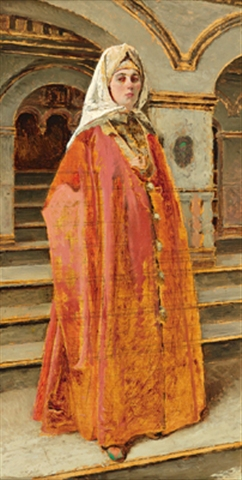
Pintura de una mujer

### Los siglosXVIyXVII
Los primeros relatos de viajeros extranjeros como Adam Olearius y Sigismund von Herberstein que describieron la institución del terem aparecieron por primera vez en el siglo XVI. Aunque la falta de evidencia de la fuente dificulta la comparación con los siglos anteriores, los historiadores generalmente están de acuerdo en que la práctica de terem alcanzó su apogeo durante el siglo XVII, durante la Dinastía Romanov temprana. Durante este tiempo, la importancia política de las mujeres de clase alta, incluso aquellas que eran miembros de la familia del zar, claramente comenzó a declinar, a medida que el poder se centralizaba cada vez más en la persona del autócrata. Múltiples relatos de viajeros extranjeros describieron a las mujeres como en reclusión casi constante y se observó que las mujeres y los niños iban envueltos en las procesiones. El gobierno moscovita también se volvió más formalizado y burocrático. Como resultado, los cargos tradicionales típicamente otorgados a las mujeres de la familia imperial, como la lectura de peticiones por parte de la zarina, fueron transferidos a los funcionarios de la corte.
Sin embargo, al menos para la familia del zar, el terem duró relativamente poco y las restricciones impuestas a los miembros femeninos de la familia real se relajaron hacia finales de siglo. Las reglas estrictas que gobernaban la apariencia femenina en público se relajaron un poco después del matrimonio del zar Alejo I con Natalia Naryshkina en 1671. Natalia, su segunda esposa, abandonó rápidamente la práctica de viajar en un carruaje cerrado, lo que provocó un escándalo público. Cuando Alejo murió, dejó seis hijas de su primer matrimonio, la mayoría de las cuales comenzaron a aparecer en público y a vestirse de una manera más europea. La regente Sofía (1682-1689), aunque muy limitada en su poder, también pudo participar en actividades de estado y recibió embajadores extranjeros. Sin embargo, ella también pasó gran parte de su tiempo en sus habitaciones y más tarde, el destierro en un convento. Aun así, a fines de las décadas de 1670 y 1680, las mujeres comenzaron a aparecer sin velo en público y a desempeñar un papel más importante en las funciones sociales del estado.

### Reinado de Pedro el Grande y abolición del Terem
En 1718, Pedro el Grande (1682-1725) prohibió oficialmente el aislamiento de las mujeres aristocráticas en el terem y ordenó que participaran en el funcionamiento social de la nueva corte de estilo occidental en San Petersburgo. Durante este período, Pedro buscó transformar la nobleza de una clase hereditaria a una cuyo estatus dependía del servicio al estado. Por lo tanto, apuntar a las normas familiares era solo una parte de su agenda en curso para destruir la "política de clanes" del período moscovita y "crear una nobleza de servicio inspirada en la de Occidente".
Sin embargo, la introducción forzada de mujeres en el organismo social de la corte encontró resistencia en ciertos frentes. Ciertamente, no todas las mujeres estaban felices de asistir a las asambleas de la corte organizadas por el zar Pedro y adoptar nuevos estilos de ropa radicalmente diferentes de los tradicionales en Rusia. Tradicionalmente, las mujeres vestían prendas rectas y cerradas del cuello a los pies, mangas largas y con frecuencia veladas, pero a instancias de Pedro, las damas de la realeza comenzaron a adoptar prendas que imitaban de cerca los reveladores vestidos y ceñidos corsés de estilo occidental. La evidencia también sugiere que durante muchos años la presencia de mujeres nobles en funciones de la corte solo se practicó en San Petersburgo. La práctica tardó en morir en muchas partes porque, a los ojos de los conservadores, estaba en juego el honor y la reputación de las esposas e hijas. Todavía en 1713, los viajeros extranjeros observaron que las mujeres rusas aristocráticas todavía se mantenían "extremadamente retiradas".
Sin embargo, en general, la abolición del terem mejoró en gran medida el estatus legal y social de las mujeres nobles en Rusia. La decisión siguió al decreto de Pedro de 1714 que abolió la distinción entre concesiones de tierras militares y propiedades hereditarias, dando a las mujeres la posibilidad de heredar todas las tierras de su marido. La socialización y las nuevas formas de ocio y lujo borraron el terem y el aislamiento femenino como institución. Las mujeres, por ley, ahora podían tener voz en la elección de sus cónyuges y la educación de las mujeres de la élite se convirtió en una prioridad, más tarde llevada a cabo por Catalina la Grande.